# José Antonio García Martín
José Antonio García Martín (Fuente Vaqueros, Granada, 16 de agosto de 1996) es un ciclista español.

## Trayectoria
Como amateur ganó el Memorial Juan Manuel Santisteban y consiguió victorias de etapas en la Vuelta a Segovia, Vuelta a Salamanca y Vuelta a Zamora. Estos resultados le permitieron dar el salto al profesionalismo en 2019 con el Kometa Cycling Team.

## Palmarés
- Aún no ha conseguido ninguna victoria como profesional